# سامي هاجر
سامي هاجر (بالإنجليزية: Sammy Hagar)‏ هو مغن مؤلف ومغني وملحن وموسيقي وعازف قيثارة أمريكي، ولد في 13 أكتوبر 1947 في مونتيري في الولايات المتحدة.

## وصلات خارجية
- الموقع الرسمي
- سامي هاجر على موقع IMDb (الإنجليزية)
- سامي هاجر على موقع الموسوعة البريطانية (الإنجليزية)
- سامي هاجر على موقع روتن توميتوز (الإنجليزية)
- سامي هاجر على موقع ميوزك برينز (الإنجليزية)
- سامي هاجر على موقع رولينغ ستون (الإنجليزية)
- سامي هاجر على موقع قاعدة بيانات برودواي على الإنترنت (الإنجليزية)
- سامي هاجر على موقع إن إن دي بي (الإنجليزية)
- سامي هاجر على موقع أول ميوزيك (الإنجليزية)
- سامي هاجر على موقع ديسكوغز (الإنجليزية)
- سامي هاجر على موقع قاعدة بيانات الفيلم (الإنجليزية)